# Griselda Báthory
Griselda Báthory (en húngaro: Báthory Griseldis) (1569-Zamość, 14 de marzo de 1590) fue una noble húngara del siglo XVI.

## Biografía
Griselda nació en 1569 como hija del regente del Principado de Transilvania, Cristóbal Báthory (hermano mayor del príncipe de Transilvania Esteban Báthory) y de su esposa, la baronesa Isabel Bocskai. A partir del 12 de junio de 1583 se convirtió en esposa de Juan Zamoyski, canciller polaco y cercano consejero de Esteban Báthory, quien también era rey de Polonia. Griselda era una mujer muy culta y tenía vastos conocimientos en las áreas humanísticas. También hablaba y escribía en latín a la perfección, de modo que incluso las correspondencias que mantenía con su esposo polaco eran en este idioma. Sus cartas, según el profesor húngaro Elek Horányi del siglo XVIII, estaban guardadas cuidadosamente en un archivo personal dedicado a la memoria de Zamoyski. Su hermano menor, Segismundo Báthory fue nombrado príncipe de Transilvania en 1588 y reinó con varias interrupciones durante casi dos décadas.
Griselda murió de viruela el 14 de marzo de 1590, tres días después del nacimiento de su hija.